# Guyancourt
 Guyancourt  es una población y comuna francesa, en la región de Isla de Francia, departamento de Yvelines, en el distrito de Versailles y cantón de Montigny-le-Bretonneux. En la ciudad se encuentra el Observatorio de Versailles Saint Quentin en Yvelines.

## Demografía
| 548                       | 561 | 594 | 610 | 683 | 585 | 699 | 645 | 577 | 624 | 630 | 636 | 665 | 698 | 652 | 708 | 710 | 614 | 644 | 636 | 684 | 848 | 852 | 824 | 856 | 1 010 | 1 244 | 1 493 | 3 450 | 10 983 | 18 307 | 25 079 | 28 563 | 28 670 |
| (Fuente: INSEE y Cassini) |     |     |     |     |     |     |     |     |     |     |     |     |     |     |     |     |     |     |     |     |     |     |     |     |       |       |       |       |        |        |        |        |        |